# Helmut Neumann (Komponist)
Helmut Neumann (* 29. Mai 1938 in Wien) ist ein österreichischer Komponist, Musikpädagoge und Cellist (Violoncello).

## Leben

### Ausbildung
Helmut Neumann hatte noch vor dem Ende des Zweiten Weltkriegs mit dem Besuch der Volksschule in Wien begonnen. Nach Kriegsende übersiedelten seine Mutter und er nach Linz und später nach Urfahr. Dort besuchte er die weiteren Volksschulklassen. Später wechselte er in das Bundesrealgymnasium in Linz, wo er die ersten drei Klassen absolvierte, und anschließend an das Stiftsgymnasium in Schlierbach.
Während seiner Linzer Zeit erhielt er bei seiner Großmutter ersten Klavierunterricht und bei seinem Stiefgroßvater Georg Wolfgruber den ersten Unterricht in Musiktheorie. Am Stiftsgymnasium Schlierbach erhielt Helmut Neumann Musikunterricht bei Stefan Walterer sowie Klavier- und Cellounterricht. Nach Abschluss der fünften Klasse wechselte Neumann an das Linzer Bruckner-Konservatorium. Seine Lehrer dort waren Karl Maria Schwamberger (Violoncello), Rupert Mayr (Klavier) sowie der Schönberg-Schüler Fritz Heinrich Klein (Musiktheorie). Von 1954 an studierte Neumann bei Schwamberger am Mozarteum Salzburg weiter. In Komposition wurde er von Friedrich Neumann unterrichtet, mit dem er nicht verwandt ist.
Im Jahr 1958 wechselte er an die Wiener Musikakademie (der heutigen Universität für Musik und darstellende Kunst Wien). Dort erhielt er u. a. Cellounterricht bei Frieda Litschauer-Krause. An der Musikakademie lernte Neumann den Komponisten und Musiktheoretiker Othmar Steinbauer kennen, bei dem er zuerst privat und später auch an der Akademie Klangreihenkomposition studierte.

### Karriere
Im Jahr 1959 wurde er in das Nationale Isländische Symphonieorchester nach Reykjavík berufen, in dem er bis Sommer 1960 als Cellist tätig war. Im Jahr 1961 wurde er als Cellist an das Innsbrucker Städtische Orchester engagiert. In dieser Zeit erkrankte er schwer an der linken Hand, so dass mehrere Operationen notwendig wurden.
Nachdem er im selben Jahr die Lehrbefähigungsprüfung für Violoncello mit Auszeichnung ablegte, folgte im Jahr 1962 die Reifeprüfung in Violoncello. Im Rahmen der Sommerakademie am Mozarteum Salzburg war er zwei Mal Schüler von Enrico Mainardi. In diesem Jahr wurde er als Cellist an das Isländische Rundfunkorchester berufen und wirkte ferner als Lehrer für Cello und Musiktheorie an der Tónlistarskóli (Musikschule) von Hafnarfjörður. Da sich die Erkrankung an seiner linken Hand verschlechterte, nahm er auf ärztliches Anraten einen Berufswechsel vor.
Nach seiner Rückkehr im Jahr 1964 nach Wien arbeitete Neumann zunächst als kaufmännischer Angestellter und wurde im Jahr 1976 in die Budgetabteilung der damaligen Bundesministerien für Unterricht und Kunst sowie Wissenschaft und Forschung in Wien berufen. Nachdem er im Jahr 1978 in Baden als Externist seine Matura ablegte, studierte er an der Universität Wien Altgermanistik und Musikwissenschaften.
Im Juni 1980 wurde Neumann zum Direktor des Franz Schubert Konservatorium (vormals: Horak-Konservatorium) in Wien gewählt. Diese Funktion legte er im Sommer 1983 aus gesundheitlichen Gründen nieder, war an dieser Schule allerdings bis 2005 als Abteilungsleiter für Komposition und Musiktheorie sowie als Lehrer für Cello, Musiktheorie und Komposition weiterhin tätig. Im Jahr 1986 spondierte er an der Wiener Musikhochschule (heute: Universität für Musik und darstellende Kunst Wien) zum Magister artium.
In Klosterneuburg bei Wien war Neumann maßgeblich am Zyklus Kammermusik lebender Klosterneuburger Komponisten beteiligt. Er plante die Aufführungen und wirkte an diesen als Komponist und Cellist mit. 1987 zeichnete ihn die Stadtgemeinde Klosterneuburg mit dem Kulturpreis aus. Bis heute ist Neumann Mitglied der Arbeitsgemeinschaft Klosterneuburger Komponisten, die regelmäßig Konzerte mit Neuer Musik veranstaltet.
In den 1990er Jahren erfolgte unter Bundesminister Rudolf Scholten seine Ernennung zum Abteilungsleiter im Bundesministerium für Unterricht und Kunst. Diese Funktion übte er bis zu seiner Pensionierung im Sommer 1998 aus.
Im Jahr 2001 gab er Die Klangreihen – Kompositionslehre nach Othmar Steinbauer heraus. Es handelt sich dabei um das unvollendet gebliebene Lehrbuch der Klangreihenkomposition seines Lehrers Othmar Steinbauer, das von Neumann vielfältig ergänzt und erweitert wurde. Gemeinsam mit einigen seiner Kompositionsschüler gründete Neumann im Jahr 2003 die „Gesellschaft für Klangreihenmusik“, deren vorrangiges Ziel die Erforschung und Dokumentation von Klangreihenmusik ist.
Zurzeit unterrichtet Helmut Neumann Privatschüler in Komposition und verfasst laufend neue Kompositionen. Neumann lebte von 2002 bis 2010 in Kritzendorf, seit 2010 in Klosterneuburg.

### Engagement für Island
Nachdem Neumann in den Jahren 1959/1960 sowie 1962 bis 1964 in Island gelebt und gearbeitet hatte, blieb er auch nach seiner Rückkehr nach Österreich und seinem Berufswechsel stark mit dem so kontrastreichen Land am Polarkreis verbunden. So organisierte er im Jahr 1978 gemeinsam mit dem isländischen Generalkonsulat eine viel beachtete Islandausstellung im Klosterneuburger Rathaus. Als Obmann der Österreichisch-Isländischen Gesellschaft plante und organisierte er 1984 eine große Islandausstellung in der Österreichischen Nationalbibliothek.

## Auszeichnungen und Ehrungen
- 1986  Kulturpreis der Stadtgemeinde Klosterneuburg
- 1986  Ritterkreuz des Isländischen Falkenordens
- 1990  Silbernes Ehrenzeichen für Verdienste um die Republik Österreich[4]
- 1994  Förderungspreis des Landes Niederösterreich für Musik
- 1996  Verleihung des Berufstitels Professor
- 1996  Großritterkreuz des Isländischen Falkenordens
- 2003  Goldenes Ehrenzeichen für Verdienste um das Bundesland Niederösterreich
- 2018  Großes Ehrenzeichen für Verdienste um das Bundesland Niederösterreich
- 2018  Ehrenplakette in Gold der Stadtgemeinde Klosterneuburg
- 2018  Goldenes Ehrenzeichen für Verdienste um die Republik Österreich

## Werke (Auswahl)

### Ensemblemusik
- Sieben Stücke für Streichtrio – für Violine, Viola und Violoncello, op 0 (1970)[5]
- Drei Lieder nach Gedichten von Dag Hammarskjöld – für Mezzosopran und Streichquartett mit zwei Violinen, Viola und Violoncello, op 5 (1973)[5]
- Streichquartett Nr. I – für zwei Violinen, Viola und Violoncello, op 6 (1974)[5]
- Kurvendiskussion – Quartett für Klarinette, Fagott, Violine und Violoncello, op 22 (1978)[5]
- Metamorphosen über ein Thema von Johann Sebastian Bach – Quintett für Flöte, Oboe, Klarinette, Fagott und Horn, op x25(1978)[5]
- Die Leute auf Borg – Vorspiel (zur Oper op. 32) für Kammerorchester, op 40 (1988)[5]
- Vier Gesänge nach Michelangelo – Terzett für Sopran, Alt und Bariton mit Trio für Violine, Viola und Violoncello, op 42 (1988)[5]
- Drei Stimmungsbilder aus Island – Duo für Bassklarinette und Klavier, op 49xx (1990)[5]
- Thema und zwölf Variationen über den Namen Schönberg – Quartett für Flöte, Klavier, Violine und Violoncello, op 51 (1990)[5]
- Trio für Oboe, Violoncello und Klavier – nach einer Klangreihe von Othmar Steinbauer, op 58 (1992)[5]

### Solomusik
- Vier Solostücke für Horn – yyyy, op 2 (1973)[5]
- Sieben Bicinien für Klavier – Originalfassung, op 8 (1975)[5]
- Geliebte meiner Seele – für Klavier solo und Solostimme Sopran, op 14b (1976)[5]
- Schwarze Federn – Liederzyklus I für Klavier solo und Solostimme Sopran, op 20 (1977)[5]
- Zwei ernste Lieder – für Klavier solo und Solostimme Bariton, op 28 (1981)[5]
- Werft keine Steine – Liederzyklus für Klavier solo und Solostimme Bariton, op 30 (1981)[5]
- Sieben Lieder nach Texten von Eugen Roth – für Klavier solo und Solostimme Sopran, op 37 (1985)[5]
- Fünf Lieder über Leben und Tod – Liederzyklus Teil II nach eigenen Texten für Klavier solo und Solostimme Mezzosopran, op 39 (1988)[5]

### Bücher
- Island und das Nördliche Eismeer, Katalog zur Islandausstellung in der Österreichischen Nationalbibliothek; Verlag Überreuther, Wien 1984.
- Österreichs Beitrag zur Islandforschung, Österreichischer Bundesverlag, Wien 1986. In diesem Buch ist Neumann mit drei Beiträgen vertreten.
- Das Violoncellospiel und seine harmonikalen Grundlagen, Diplomarbeit an der Hochschule für Musik und darstellende Kunst in Wien, Wien 1986
- Die Klangreihen – Kompositionslehre nach Othmar Steinbauer (Hrsg.), Peter Lang/Europäischer Verlag der Wissenschaften, Frankfurt am Main 2001, 2 Bände
- Das Wesen der Tonalität (Hrsg.), gemeinsam mit Günther Friesinger, Ursula Petrik und Dominik Sedivy, edition mono/monochrom, Wien 2006
- Festschrift für Helmut Neumann zum 70. Geburtstag, Hrsg. von Dominik Sedivy, VDM Verl. Müller, Saarbrücken 2008
- Die Leiden der Neuen Musik (Hrsg.), gemeinsam mit Günther Friesinger, Ursula Petrik und Dominik Sedivy, edition mono/monochrom, Wien 2009
- Serial Composition and Tonality. An Introduction to the Music of Hauer and Steinbauer (Hrsg.), gemeinsam mit Günther Friesinger, und Dominik Sedivy, edition mono/monochrom, Wien 2011
- Dinosaurier-Kalauer: Lustige Gedichte mit Zeichnungen und Liedern , gemeinsam mit Birgit Langer-Ellmauthaler, Friedrich Kreiner, edition L, Wien 2012
- Zwischentöne. Positionen zur Musik (Hrsg.), gemeinsam mit Günther Friesinger, edition mono/monochrom, Wien 2013
- Gunnar Dal – Kleine Weltentwürfe, Übersetzer: Helmut Neumann, Hrsg. Günther Friesinger, edition mono/monochrom, Wien 2017

### Im Druck erschienene Noten
- „Seicht und Tief“, Chor nach einem Text von Valdimar Briem, im Chorheft Nr. NE 61003 der INÖK (Interessengemeinschaft Niederösterreichische Komponisten).
- Vier Vortragsstücke für Klarinette, Violoncello und Klavier, op. 31, NÖ Musikedition NE 31003.
- Sonate für Violoncello und Klavier Nr. 1, op. 33, NÖ Musikedition NE 22007.
- Sonate für Violoncello und Klavier Nr. 2, op. 74, NÖ Musikedition NE 22015.
- Haiku – Liederzyklus nach Texten von Winfried Bauernfeind, op. 80, A.R. 8680 Verlag A. Robitschek, Wien
- Menschlichkeitskantate (Kristnitökukantata) für 4 Soli, Chor, Orchester und Orgel, op. 81, A.R. 9000 Verlag A. Robitschek, Wien
- Klosterneuburger Hornmusik, op. 88, Vier Klangstücke für Horn und Klavier, Roland Horvath gewidmet. Verlag des Wiener Waldhornvereins WWV, Nr. P 188, 189, 191 und 192